# Nicklas Bendtner
Nicklas Bendtner (Copenhague, 16 de janeiro de 1988) é um ex-futebolista dinamarquês que atuava como centroavante.

## Carreira

### Início
Começou a jogar futebol pelo Tårnby Boldklub, mas ainda na adolescência foi contratado pelo KB. Ele marcou quatro gols em seis partidas pelo Campeonato Dinamarquês juvenil, antes de transferir-se para o Arsenal no verão de 2004.

### Arsenal
Logo que chegou à equipe inglesa, atuou por algum tempo pelas categorias de base. A estreia de Bendtner pela equipe principal do Arsenal foi no dia 25 de outubro de 2005, pela Copa da Liga Inglesa contra o Sunderland, onde substituiu Quincy Owusu-Abeyie nos minutos finais.

### Birmingham City e retorno ao Arsenal
Para ganhar mais minutos em campo, Bendtner foi emprestado ao Birmingham City na temporada 2006–07. O centroavante tornou-se titular absoluto no clube de Birmingham, sendo o artilheiro do time na segunda divisão e garantindo o seu retorno à Premier League. No seu retorno ao Arsenal, na temporada 2007–08, atuou em algumas partidas, a maioria delas entrando como substituto de Emmanuel Adebayor ou Robin van Persie. Assim foi também na temporada 2008–09.
No início da temporada 2009–10, optou por mudar seu número no elenco, deixando de usar a 26 e passando a usar a 52. Segundo Bendtner, este é o seu número da sorte. O atacante teve mais chances no time titular com a saída de Adebayor para o Manchester City, passando a disputar vaga com o marroquino Marouane Chamakh.

### Sunderland e Juventus
Em agosto de 2011, Bendtner foi emprestado ao Sunderland até o final da temporada. Após seu retorno e ainda com poucas chances no Arsenal, foi novamente emprestado no dia 31 de agosto de 2012, desta vez à Juventus, e novamente por um ano. O atacante disputou a Liga dos Campeões da UEFA no clube italiano, torneio em que a Velha Senhora retornou após algumas temporadas.
Após atuar em apenas 14 jogos pelo Arsenal na temporada 2013–14, seu contrato não foi renovado e o jogador deixou definitivamente os Gunners em julho.

### Wolfsburg
No dia 15 de agosto de 2014, foi anunciado e já apresentado pelo Wolfsburg como contratação para as próximas três temporadas.

### Nottingham Forest
Após deixar o time alemão, no dia 7 de setembro de 2016 foi anunciado pelo Nottingham Forest, assinando por duas temporadas.

## Polêmicas
Famoso por colecionar polêmicas, no dia 18 de junho de 2012 o atacante foi multado pela UEFA em 100 mil euros por ter mostrado um patrocinador na cueca durante a comemoração de um gol. Na ocasião, Bendtner marcou o segundo gol da Dinamarca na derrota por 3 a 2 para Portugal na Euro 2012.
Em março de 2013, após ser pego dirigindo bêbado, foi suspenso pela Federação Dinamarquesa de Futebol e ficou sem defender a Seleção Dinamarquesa por seis meses.
No dia 9 de setembro de 2018, foi detido pela polícia dinamarquesa após quebrar o maxilar de um taxista. Bendtner foi condenado à prisão domiciliar e postou nas redes sociais foto da tornozeleira eletrônica.
Já em setembro de 2019, publicou em seu Instagram um vídeo da namorada, Philine Roepstorff, fazendo topless.
Em seu documentário, lançado em fevereiro de 2024, Bendtner reconheceu seus exageros, cuja personalidade impediu voos maiores em sua carreira. O jogador declarou: “Por causa da minha reputação, não consegui chegar a outros clubes onde queria ir. Conheci treinadores quem disseram: ‘nós realmente amamos você, mas não vamos contratá-lo'”.

## Estatísticas
Atualizadas até 31 de dezembro de 2015

### Seleção Dinamarquesa
| Ano   |       |      |
| Ano   | Jogos | Gols |
| ----- | ----- | ---- |
| 2006  | 4     | 2    |
| 2007  | 8     | 3    |
| 2008  | 8     | 3    |
| 2009  | 9     | 2    |
| 2010  | 4     | 2    |
| 2011  | 10    | 5    |
| 2012  | 10    | 5    |
| 2013  | 2     | 2    |
| 2014  | 6     | 2    |
| 2015  | 10    | 3    |
| 2017  | 5     | 1    |
| 2018  | 2     | 0    |
| Total | 78    | 30   |

Gols marcados
| #   | Data                   | Local                        | Adversário       | Placar | Resultado | Competição                       |
| --- | ---------------------- | ---------------------------- | ---------------- | ------ | --------- | -------------------------------- |
| 1.  | 16 de agosto de 2006   | Odense, Dinamarca            | Polónia          | 1–0    | 2–0       | Amistoso                         |
| 2.  | 1 de setembro de 2006  | Copenhague, Dinamarca        | Portugal         | 4–2    | 4–2       | Amistoso                         |
| 3.  | 28 de março de 2007    | Duisburgo, Alemanha          | Alemanha         | 0–1    | 0–1       | Amistoso                         |
| 4.  | 17 de novembro de 2007 | Belfast, Irlanda do Norte    | Irlanda do Norte | 0–1    | 2–1       | Elim. Euro 2008                  |
| 5.  | 21 de novembro de 2007 | Copenhague, Dinamarca        | Islândia         | 1–0    | 3–0       | Elim. Euro 2008                  |
| 6.  | 6 de fevereiro de 2008 | Nova Gorica, Eslovénia       | Eslovênia        | 1–2    | 1–2       | Amistoso                         |
| 7.  | 26 de março de 2008    | Herning, Dinamarca           | Tchéquia         | 1–0    | 1–1       | Amistoso                         |
| 8.  | 10 de setembro de 2008 | Lisboa, Portugal             | Portugal         | 1–1    | 2–3       | Elim. Copa do Mundo de 2010      |
| 9.  | 5 de setembro de 2009  | Copenhague, Dinamarca        | Portugal         | 1–0    | 1–1       | Elim. Copa do Mundo de 2010      |
| 10. | 9 de setembro de 2009  | Tirana, Albânia              | Albânia          | 0–1    | 1–1       | Elim. Copa do Mundo de 2010      |
| 11. | 3 de março de 2010     | Viena, Áustria               | Áustria          | 1–1    | 2–1       | Amistoso                         |
| 12. | 19 de junho de 2010    | Pretória, África do Sul      | Camarões         | 1–1    | 2–1       | Copa do Mundo FIFA de 2010       |
| 13. | 6 de setembro de 2011  | Copenhague, Dinamarca        | Noruega          | 2–0    | 1–0       | Elim. Euro 2012                  |
| 14. | 6 de setembro de 2011  | Copenhague, Dinamarca        | Noruega          | 2–0    | 2–0       | Elim. Euro 2012                  |
| 15. | 11 de outubro de 2011  | Copenhague, Dinamarca        | Portugal         | 2–0    | 2–1       | Elim. Euro 2012                  |
| 16. | 11 de novembro de 2011 | Copenhague, Dinamarca        | Suécia           | 1–0    | 2–0       | Amistoso                         |
| 17. | 15 de novembro de 2011 | Esbjerg, Dinamarca           | Finlândia        | 2–1    | 2–1       | Amistoso                         |
| 18. | 26 de maio de 2012     | Hamburgo, Alemanha           | Brasil           | 1–3    | 1–3       | Amistoso                         |
| 19. | 13 de junho de 2012    | Leópolis, Ucrânia            | Portugal         | 1–2    | 2–3       | Euro 2012                        |
| 20. | 13 de junho de 2012    | Lviv, Ucrânia                | Portugal         | 2–2    | 2–3       | Euro 2012                        |
| 21. | 12 de outubro de 2012  | Sófia, Bulgária              | Bulgária         | 1–1    | 1–1       | Elim. Copa do Mundo FIFA de 2014 |
| 22. | 14 de novembro de 2012 | Istambul, Turquia            | Turquia          | 1–0    | 1–1       | Amistoso                         |
| 23. | 11 de outubro de 2013  | Copenhague, Dinamarca        | Itália           | 1–1    | 2–2       | Elim. Copa do Mundo FIFA de 2014 |
| 24. | 11 de outubro de 2013  | Copenhague, Dinamarca        | Itália           | 2–1    | 2–2       | Elim. Copa do Mundo FIFA de 2014 |
| 25. | 14 de novembro de 2014 | Belgrado, Sérvia             | Sérvia           | 1–1    | 3–1       | Elim. Euro 2016                  |
| 26  | 14 de novembro de 2014 | Belgrado, Sérvia             | Sérvia           | 3–1    | 3–1       | Elim. Euro 2016                  |
| 27  | 25 de março de 2015    | Aarhus, Dinamarca            | Estados Unidos   | 1–1    | 3–2       | Amistoso                         |
| 28  | 25 de março de 2015    | Aarhus, Dinamarca            | Estados Unidos   | 2–2    | 3–2       | Amistoso                         |
| 29  | 25 de março de 2015    | Aarhus, Dinamarca            | Estados Unidos   | 3–2    | 3–2       | Amistoso                         |
| 30  | 14 de novembro de 2017 | Dublin, República da Irlanda | Irlanda          | 1-5    | 1-5       | Elim. Copa do Mundo FIFA de 2018 |

### Clubes
| Clube                  | Temporada         | Liga  | Liga | Copa  | Copa | Copa da Liga | Copa da Liga | Competições europeias | Competições europeias | Outros | Outros | Total | Total |
| Clube                  | Temporada         | Jogos | Gols | Jogos | Gols | Jogos        | Gols         | Jogos                 | Gols                  | Jogos  | Gols   | Jogos | Gols  |
| ---------------------- | ----------------- | ----- | ---- | ----- | ---- | ------------ | ------------ | --------------------- | --------------------- | ------ | ------ | ----- | ----- |
| Arsenal                | 2005–06           | 0     | 0    | 0     | 0    | 3            | 0            | 0                     | 0                     | 0      | 0      | 3     | 0     |
| Birmingham City (emp.) | 2006–07           | 42    | 11   | 2     | 0    | 4            | 2            | 0                     | 0                     | 0      | 0      | 48    | 13    |
| Arsenal                | 2007–08           | 27    | 5    | 2     | 1    | 5            | 1            | 6                     | 2                     | 0      | 0      | 40    | 9     |
| Arsenal                | 2008–09           | 31    | 9    | 5     | 1    | 2            | 2            | 12                    | 2                     | 0      | 0      | 50    | 14    |
| Arsenal                | 2009–10           | 23    | 6    | 0     | 0    | 1            | 1            | 7                     | 5                     | 0      | 0      | 31    | 12    |
| Arsenal                | 2010–11           | 17    | 2    | 5     | 3    | 5            | 3            | 5                     | 0                     | 0      | 0      | 32    | 8     |
| Arsenal                | 2011-12           | 1     | 0    | 0     | 0    | 0            | 0            | 0                     | 0                     | 0      | 0      | 1     | 0     |
| Sunderland (emp.)      | 2011–12           | 28    | 8    | 2     | 0    | 0            | 0            | 0                     | 0                     | 0      | 0      | 30    | 8     |
| Juventus (emp.)        | 2012–13           | 9     | 0    | 1     | 0    | -            | -            | 1                     | 0                     | 0      | 0      | 11    | 0     |
| Arsenal                | 2013–14           | 9     | 2    | 1     | 0    | 2            | 0            | 2                     | 0                     | 0      | 0      | 14    | 2     |
| Wolfsburg              | 2014–15           | 18    | 1    | 2     | 0    | -            | -            | 8                     | 4                     | 0      | 0      | 28    | 5     |
| Wolfsburg              | 2015–16           | 13    | 2    | 1     | 1    | -            | -            | 4                     | 0                     | 1      | 1      | 19    | 4     |
| Nottingham Forest      | 2016–17           | 15    | 3    | 1     | 0    | 1            | 0            | 0                     | 0                     | 0      | 0      | 17    | 3     |
| Rosenborg              | 2017              | 29    | 19   | 2     | 0    | -            | -            | 12                    | 4                     | 1      | 0      | 44    | 23    |
| Rosenborg              | 2018              | 23    | 5    | 2     | 3    | -            | -            | 11                    | 3                     | 1      | 1      | 37    | 12    |
| Rosenborg              | 2019              | 4     | 0    | 0     | 0    | -            | -            | 0                     | 0                     | 0      | 0      | 4     | 0     |
| Total na carreira      | Total na carreira | 290   | 73   | 26    | 9    | 23           | 9            | 68                    | 20                    | 2      | 1      | 409   | 113   |

## Títulos
Juventus
- Serie A: 2012–13

Arsenal
- Copa da Inglaterra: 2013–14

Wolfsburg
- Copa da Alemanha: 2014–15
- Supercopa da Alemanha: 2015

Rosenborg
- Campeonato Norueguês: 2017 e 2018
- Supertaça da Noruega: 2017 e 2018
- Copa da Noruega: 2018

### Prêmios individuais
- Futebolista Dinamarquês do Ano: 2009
- Gol Dinamarquês do Ano: 2009
- Artilheiro do Campeonato Norueguês: 2017